# ثيودور إم. بورتون
ثيودور إم. بورتون (بالإنجليزية: Theodore M. Burton)‏ هو مؤرخ أمريكي، ولد في 27 مارس 1907، وتوفي في 22 ديسمبر 1989.